# Claudine Guérin de Tencin
Claudine Alexandrine Guérin de Tencin, baronesa de Saint-Martin-de-Ré (Grenoble, 27 de abril de 1682 — Paris, 4 de dezembro de 1749) foi uma salonista francesa. Mãe de Jean le Rond d’Alembert, que o abandonou nos degraus da igreja Saint-Jean-le-Rond de Paris alguns dias após seu nascimento.